# Gaudreville-la-Rivière
Gaudreville-la-Rivière és un municipi francès situat al departament de l'Eure i a la regió de Normandia. L'any 2007 tenia 234 habitants.

## Demografia

### Població
El 2007 la població de fet de Gaudreville-la-Rivière era de 234 persones. Hi havia 84 famílies, de les quals 12 eren unipersonals (4 homes vivint sols i 8 dones vivint soles), 28 parelles sense fills, 36 parelles amb fills i 8 famílies monoparentals amb fills.
La població ha evolucionat segons el següent gràfic:
Habitants censats

### Habitatges
El 2007 hi havia 101 habitatges, 81 eren l'habitatge principal de la família, 18 eren segones residències i 2 estaven desocupats. Tots els 99 habitatges eren cases. Dels 81 habitatges principals, 62 estaven ocupats pels seus propietaris, 14 estaven llogats i ocupats pels llogaters i 5 estaven cedits a títol gratuït; 1 tenia dues cambres, 10 en tenien tres, 18 en tenien quatre i 53 en tenien cinc o més. 55 habitatges disposaven pel capbaix d'una plaça de pàrquing. A 30 habitatges hi havia un automòbil i a 48 n'hi havia dos o més.

### Piràmide de població
La piràmide de població per edats i sexe el 2009 era:
| Homes | Edats   | Dones |
| ----- | ------- | ----- |
| 0     | 95 o +  | 0     |
| 0     | 90 a 94 | 0     |
| 0     | 85 a 89 | 0     |
| 0     | 80 a 84 | 0     |
| 4     | 75 a 79 | 0     |
| 0     | 70 a 74 | 0     |
| 8     | 65 a 69 | 4     |
| 0     | 60 a 64 | 0     |
| 0     | 55 a 59 | 4     |
| 4     | 50 a 54 | 0     |
| 8     | 45 a 49 | 8     |
| 12    | 40 a 44 | 8     |
| 20    | 35 a 39 | 8     |
| 16    | 30 a 34 | 20    |
| 0     | 25 a 29 | 16    |
| 8     | 20 a 24 | 0     |
| 0     | 15 a 19 | 4     |
| 0     | 10 a 14 | 8     |
| 8     | 5 a 9   | 8     |
| 0     | 0 a 4   | 20    |

## Economia
El 2007 la població en edat de treballar era de 166 persones, 123 eren actives i 43 eren inactives. De les 123 persones actives 111 estaven ocupades (62 homes i 49 dones) i 12 estaven aturades (8 homes i 4 dones). De les 43 persones inactives 7 estaven jubilades, 15 estaven estudiant i 21 estaven classificades com a «altres inactius».

### Ingressos
El 2009 a Gaudreville-la-Rivière hi havia 83 unitats fiscals que integraven 231 persones, la mediana anual d'ingressos fiscals per persona era de 17.656 €.

### Activitats econòmiques
Dels 4 establiments que hi havia el 2007, 3 eren d'empreses de construcció i 1 d'una entitat de l'administració pública.
Dels 3 establiments de servei als particulars que hi havia el 2009, 1 era un paleta i 2 fusteries.

## Poblacions més properes
El següent diagrama mostra les poblacions més properes.